# Kutý (Saranchuký)
Kutý (ucraniano: Кути́) es un pueblo de Ucrania, perteneciente al municipio rural de Saranchuký, en el raión de Ternópil de la óblast de Ternópil.
En 2001, el pueblo tenía una población de 172 habitantes.
Se ubica en las afueras noroccidentales de Mechýshchiv, junto al límite con la óblast de Ivano-Frankivsk.

## Historia
Antes de su integración en el actual municipio de Saranchuký en 2020, el pueblo era una pedanía del consejo rural de Mechýshchiv, en el raión de Berezhany.